# Now This Is Music 2
Now This Is Music 2 is een verzamelalbum uit de Now This Is Music-serie uitgebracht in 1985 met hits van dat moment.
Het was het tweede deel uit een serie van elf, die van 1984 tot 1989 liep en de Nederlandse tegenhanger was van het Engelse "Now That's What I Call Music".
Het album kwam in de albumlijst van de Nederlandse top 40 binnen op 27 april 1985, bereikte de 5e plaats en bleef 21 weken in de lijst.

## Tracklist
kant A
1. David Bowie - This Is Not America
2. Foreigner - I Want to Know What Love Is
3. Billy Ocean - Lover Boy
4. Pat Benatar - We Belong
5. Julian Lennon - Too Late for Goodbyes
6. Modern Talking - You're My Heart, You're My Soul
7. Pointer Sisters - Neutron Dance

kant B
1. Murray Head - One Night in Bangkok
2. The Temptations - Treat Her Like A Lady
3. Diana Ross - Touch By Touch
4. Jermaine Jackson - Do What You Do
5. Nik Kershaw - The Riddle
6. Spandau Ballet - Only When You Leave
7. Eurythmics - Sexcrime (1984)

kant C
1. Duran Duran - The Wild Boys
2. Dan Hartman - We Are The Young
3. Kim Wilde - The Touch
4. China Crisis - Black Man Ray
5. Alan Parsons Project - Let's Talk About Me
6. Frankie Goes To Hollywood - The Power Of Love
7. U2 - The Unforgettable Fire

kant D
1. Ashford & Simpson - Solid
2. Dazz Band - Let It All Blow
3. Tina Turner - What's Love Got To Do With It
4. Deodato - S.O.S Fire In The Sky
5. ZZ Top - Sharp Dressed Man
6. Chaka Khan - This Is My Night
7. Pia Zadora & Jermaine Jackson - When the Rain Begins to Fall